# Onychocerus albitarsis
Onychocerus albitarsis là một loài bọ cánh cứng trong họ Cerambycidae.